# 스터키즘

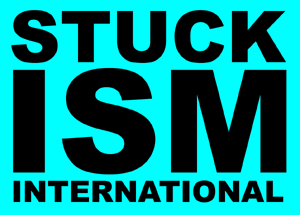
스터키즘 로고.

스터키즘(Stuckism)은 1999년 빌리 차일디쉬와 찰스 윌슨이 개념 미술에 대항하여 구상 미술을 진흥시키기 위한 국제적 미술 운동이다. 스터키즘을 행하는 사람을 스터키스트(Stuckist)라 한다. 초기의 멤버는 13명의 영국이었으나, 2012년 7월 52개국 233명으로 늘었다.
빌리 차일디쉬와 찰스 윌슨은 많은 포고를 발표했다. 첫 번째는 The Stuckists로, "스터키즘은 진본성에 대한 탐구이다." 라고 20개의 조항으로 되어있다. 다른 포고인 리모더니즘은 포스트모더니즘을 비판하는 것이다. 리모더니즘의 목표는 양식, 주제, 매체에 상관없이 정신적인 가치가 함유된 예술을 만드는 모더니즘의 진정한 의미를 되찾고자 하는 것이다. 다른 포고는 그들을 반예술과 예술에 반대하는 반반예술자라 정의하는 것이다.
영국 런던 쇼디치의 한 작은 미술관에서 전시회를 한 뒤, 스터키스트들은 2004년 리버풀 비엔날레의 참가자로써, 워커 미술관에 그들의 첫 번째로 대중에게 보여주는 중대한 전시회를 했다. 2000년부터, 광대 복장을 하는 등 터너상에 반대하여 테이트 브리튼 갤러리에서 시위를 하고 있다. 그들은 또한 찰스 사치가 후원하는 영 브리티시 아티스츠에 대하여 반대하기도 한다.
그림이 스터키즘의 가장 흔한 형태지만 사진, 조각, 영화, 콜라주를 통해 표현하는 예술가들도 스터키즘에 가입했고, 개념 미술에 대한 적대심을 나눈다.